# سعد (اسم)
أصل أسم سَعْد عربي، اسم علم مذكر عربي، وهو مصدر يدل على السعادة واليمن، نقيض النحس.
- سعد اسم قبيلة، وكذلك هو اسم صنم.
- اسم (سعد الدين) اسم علم مذكر عربي، مركب من سعد ولفظ الدين، فأخذ الاسم طابعاً إسلامياً، والمعنى: مَنْ جاءه الحظ السعيد من دينه، السعيد بالإسلام.
- اسم (سعد الله) اسم علم مذكر  مركب من سعد (انظره)، ولفظ الجلالة، فيكون المعنى: الحظ السعيد الذي جاءه من الله، أو البركة من الله.
- اصل اسم (سعد) اسم علم شخصي مذكر عربي، وله انتشار في العالم العربي.[1]

## الشخصيات
- سعد بن أبي وقاص: صحابي من أوائل من دخلوا في الإسلام وهو أحد العشرة المبشرين بالجنة.
- سعد بن عبادة: صحابي.
- سعد بن معاذ: صحابي.
- سعد بن الربيع: صحابي.
- سعد بن عبيد: صحابي.
- سعد بن مسعود الثقفي: صحابي.
- سعد بن مالك الخدري: صحابي ويعرف بأبي سعيد الخدري.
- سعد زغلول، (1858 - 1927) زعيم مصري وقائد ثورة 1919 في مصر وأحد الزعماء المصريين التاريخيين. شغل منصب رئاسة الوزراء ومنصب رئيس مجلس الامة.
- سعد حمدان: ممثل وممثل صوت لبناني.
- سعد الشثري: عالم دين سعودي.
- سعد لمجرد: مغني مغربي.
- سعد بن عبد العزيز آل سعود: أمير سعودي.
- سعد العبد الله السالم الصباح: أمير دولة الكويت الرابع عشر.
- سعد بن جدلان: شاعر شعبي سعودي.
- سعد بن عبد الرحمن البواردي: شاعر وأديب سعودي.
- سعد بن طفلة العجمي: وزير كويتي سابق.
- سعد الحارثي: لاعب كرة قدم سعودي.
- سعد بن بكر بن هوازن: جد عربي جاهلي.
- سعد البراك: نائب رئيس مجلس الوزراء وزير النفط وزير الدولة للشؤون الاقتصادية والاستثمار الكويتي.
- سعد الشاذلي: قائد عسكري مصري.
- سعد الحريري: سياسي لبناني.
- سعد الفرج: ممثل كويتي.
- سعد نديم: مخرج مصري.
- سعد ياسين يوسف: شاعر عراقي.